# Trzęsak łzawnikowy
Trzęsak łzawnikowy (Tremella obscura  (L.S. Olive) M.P. Christ.) – gatunek grzyba należący do rodziny trzęsakowatych (Tremellaceae).

## Systematyka i nazewnictwo
Pozycja w klasyfikacji według Index Fungorum: Tremella, Tremellaceae, Tremellales, Incertae sedis, Tremellomycetes, Agaricomycotina, Basidiomycota, Fungi.
Nazwę polską podał Władysław Wojewoda w 1977 r.

## Występowanie i siedlisko
Jest szeroko rozprzestrzeniony na półkuli północnej - Europie (w tym w Polsce) i Ameryce Północnej.
Rośnie w lasach, jest pasożytem  na owocnikach łzawnika (Dacrymyces).